# John Shipley Rowlinson
John Shipley Rowlinson (12 mai 1926 - 15 août 2018) est un chimiste britannique. Il fréquente l'Université d'Oxford, où il termine ses études de premier cycle en 1948 et son doctorat en 1950. Il est ensuite associé de recherche à l'Université du Wisconsin (1950-1951), chargé de cours à l'Université de Manchester (1951-1961), professeur à l'Imperial College de Londres (1961-1973) et de retour à Oxford de 1974 à sa retraite en 1993.
Ses travaux couvrent un large éventail de sujets, notamment sur la Capillarité (la capacité d'un liquide à s'écouler dans des espaces étroits sans l'aide ou même en opposition à des forces extérieures comme la gravité) et la cohésion (forces qui font que des molécules similaires se collent). En outre, il écrit sur l'histoire des sciences, notamment de nombreux ouvrages sur le physicien néerlandais Johannes Diderik van der Waals (1837–1923). Il est membre de la Royal Society et de la Royal Academy of Engineering. Il reçoit un Faraday Lectureship Prize en 1983 et est anobli en 2000.

## Jeunesse
Né à Handforth, Cheshire, le 12 mai 1926, Rowlinson fréquente l'école indépendante Rossall à Fleetwood . Il fait ses études au Trinity College d'Oxford, où en 1944, il reçoit une bourse Millard pour étudier la chimie . Son tuteur est le professeur Cyril Norman Hinshelwood, qui est le premier chef du Laboratoire de chimie physique . Il obtient son diplôme avec les honneurs de première classe en 1948. Après avoir obtenu son diplôme, il poursuit ses études à Oxford et obtient un D.Phil. en 1950 en cinétique chimique, sous la direction de JD Lambert   .

## Carrière
En 1950, Rowlinson remporte une bourse Fulbright et devient chercheur associé à l'Université du Wisconsin à Madison. Là, il est membre de l'équipe de Joseph Oakland Hirschfelder et travaille avec CF Curtiss sur divers sujets de chimie physique . En 1951, il part à l'Université de Manchester où il est fellow . Par la suite, il est chargé de cours et maître de conférences à la même université .
En 1961, Rowlinson est nommé professeur de technologie chimique à l'Imperial College de Londres . Il est élu membre de la Royal Society en 1970  . En 1974, il part à Oxford en tant que professeur de chimie Dr Lee . Il est nommé membre de la Royal Academy of Engineering en 1976 . Il reçoit le Faraday Lectureship Prize en 1983 pour ses « contributions exceptionnelles à la chimie physique ou théorique » . Il prend sa retraite en 1993 et devient membre émérite de l'Exeter College d'Oxford . Après sa retraite officielle, il continue à écrire des articles scientifiques . Il est anobli dans les Honneurs d'Anniversaire 2000 . En 2008, il reçoit le Sidney M. Edelstein Award for Outstanding Achievement in the History of Chemistry de l'American Chemical Society .

## Recherches

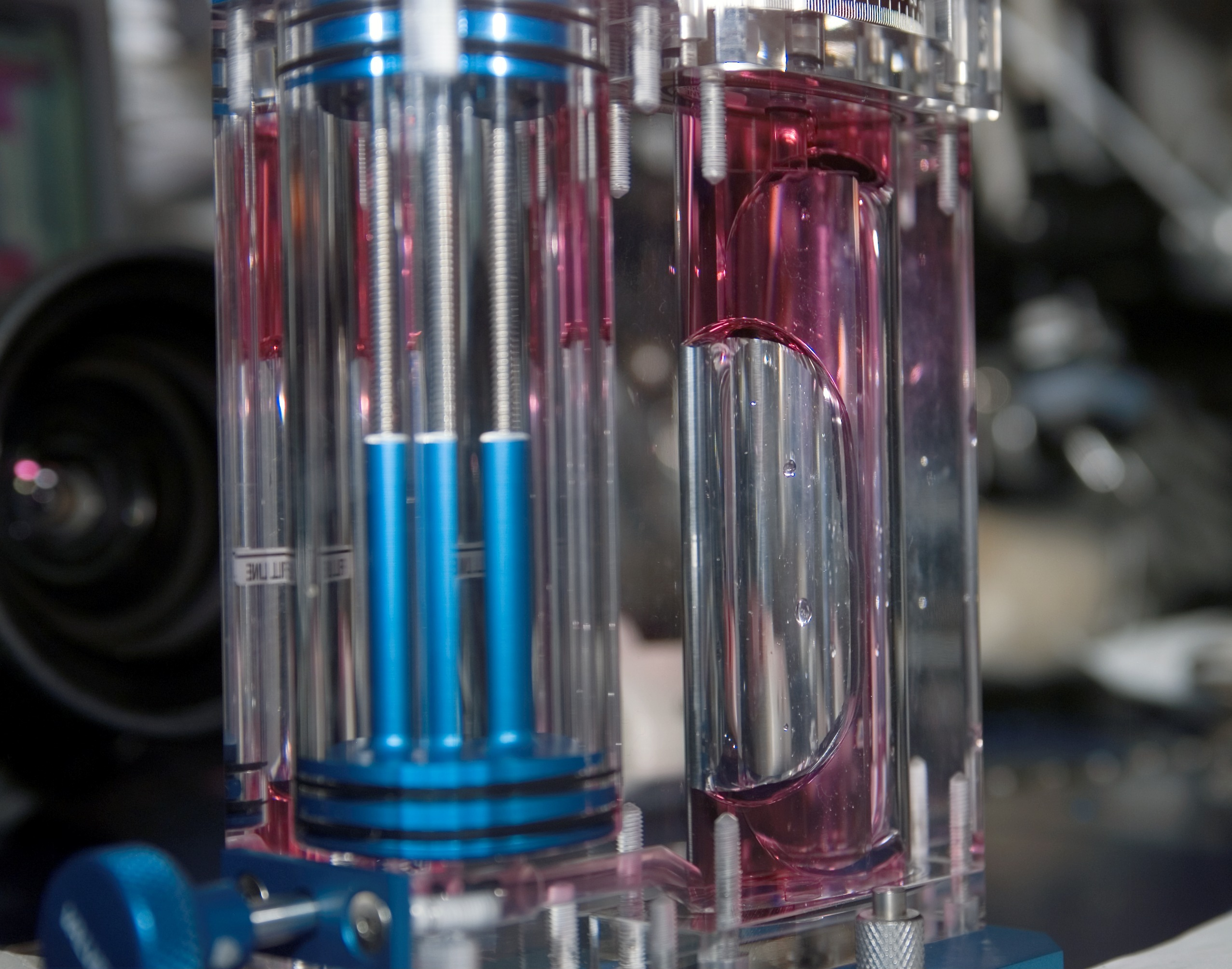
La capillarité (expérience à bord de la Station spatiale internationale illustrée) est l'un des principaux domaines d'intérêt de Rowlinson.

Tout au long de sa carrière, Rowlinson écrit plus de 200 articles et chapitres de livres . Bien qu'il ait contribué à un large éventail de sujets, ses principaux domaines d'intérêt sont la capillarité et la cohésion (forces qui font que les molécules « collent » ensemble) . Sa théorie moléculaire de la capillarité — co-écrite avec Benjamin Widom en 1982 — est largement citée dans la littérature scientifique et technique : elle comptait plus de 2 000 citations en 2010 . Son travail antérieur, Liquids and Liquid Mixtures (1958) est également similaire et est décrit par Widom comme un "classique" . Son travail de 2002, Cohesion, décrit en détail les forces intermoléculaires, leur histoire scientifique et leur effet sur les propriétés de la matière . Il co-écrit un manuel Thermodynamics for Chemical Engineers (1975) . Parmi les autres sujets scientifiques sur lesquels il écrit, on peut citer les transitions de phase, les phénomènes critiques, les simulations informatiques d'interfaces, les glaciers et la théorie de l'information .
En plus de ses travaux techniques, Rowlinson écrit sur l'histoire des sciences . Ses travaux sur ce sujet commencent avec l'article de Nature The Legacy of van der Waals en 1973 . Il est suivi par d'autres travaux sur Johannes Diderik van der Waals, notamment une traduction de 1988 de la thèse de doctorat de van der Waals et une biographie de 1996 du physicien néerlandais . Son collègue Benjamin Widom salue la traduction comme "rien de moins [...] qu'un chef-d'œuvre" et l'introduction qui l'accompagne "brillante à la fois comme science et comme histoire".  Sa théorie moléculaire de la capillarité traite également de l'histoire du sujet en plus de son aspect technique .
Rowlinson contribue également à l'administration de la science dans son Royaume-Uni natal . Il élargit la portée de la recherche en chimie physique d'Oxford et de l'histoire de l'enseignement des sciences  . Il soutient la collection d'Oxford montrée au Musée de l'Histoire de Science . Il est rédacteur en chef de la revue Molecular Physics .

## Vie privée
Rowlinson escalade régulièrement les Alpes suisses et a également grimpé dans l'Himalaya. Il est un membre actif de la communauté d'Exeter College à Oxford, et assiste régulièrement à ses déjeuners et événements d'anciens élèves. Il est décédé le 15 août 2018.